# برج الأرنب
برج الأرنب بالصينية (卯) أحد الأبراج الإثني عشر الصينية.

## هل أنت من برج الأرنب؟
يقال إن المولودين ضمن التواريخ أدناه من برج الأرنب حسب من يعتقد بالأبراج الصينية:
- 29 كانون الثاني / يناير 1903 - 15 شباط / فبراير 1904 : الأرنب المائي
- 14 شباط / فبراير 1915 - 2 شباط / فبراير 1916 : الأرنب الخشبي
- 2 شباط / فبراير 1927 - 22 كانون الثاني / يناير 1928 : الأرنب الناري
- 19 شباط / فبراير 1939 - 7 شباط / فبراير 1940 : الأرضي
- 6 شباط / فبراير 1951 - 26 كانون الثاني / يناير 1952 : المعدني
- 25 كانون الثاني / يناير 1963 - 12 شباط / فبراير 1964 : المائي
- 11 شباط / فبراير 1975 - 30 كانون الثاني / يناير 1976 : الخشبي
- 29 كانون الثاني / يناير 1987 - 16 شباط / فبراير 1988 : الناري
- 16 شباط / فبراير 1999 - 4 شباط / فبراير 2000 : الأرضي
- 3 شباط / فبراير 2011 - 22 كانون الثاني / يناير 2012 : المعدني
- 2023 - 2024 : المائي
- 2035 - 2036 : الخشبي
- 2047 - 2048 : الناري

|                                                                                        | الأبراج الصينية (生肖)        |
| برج الفأر (鼠 شُو) – برج الثور الصيني (牛 نيو) – برج الببر (虎 هُو) – برج الأرنب (兔 تُو) |                               |
| برج التنين (龍 لونغ) – برج الثعبان (蛇 شهْ) برج الحصان (馬 مَا) – برج العنزة (羊 يانغ)   |                               |
| برج القرد (猴 هُوو) – برج الديك (鷄 جِي) – برج الكلب (狗 غُو) – برج الخنزير (猪 زُو)       |                               |
|                                                                                        | أبراج صينية \| التقويم الصيني |